# 시민연대사회
시민연대사회(civil solidary society)란 시민적 연대가 확고히 자리 잡은 사회, 즉 높은 수준의 시민적 연대를 특징으로 하는 사회를 뜻한다. 오늘날 시민사회를 탈연대화 시키려는 다양한 도전 앞에서 시민사회에 속해 있으면서 시민사회의 튼튼한 버팀목 역할을 하는 것이 시민연대사회인 것이다.